# Wleń (gmina)
Wleń est une gmina mixte du powiat de Lwówek Śląski, Basse-Silésie, dans le sud-ouest de la Pologne. Son siège est la ville de Wleń, qui se situe environ 13 km au sud-est de Lwówek Śląski, et 97 km à l'ouest de la capitale régionale Wrocław.
La gmina couvre une superficie de 86 km2 pour une population de 4 608 habitants.

## Géographie
La gmina est bordée par les gminy de Jeżowe, Krzeszów, Nisko, Nowa Sarzyna et Ulanów.